# 韩城文庙
35°27′38″N 110°26′07″E / 35.46056°N 110.43528°E
韩城文庙位于中国陕西省韩城市金城街道东学巷，是陕西现存最完整的文庙，2001年被列为第五批全国重点文物保护单位。

## 历史
韩城文庙始建年代不详，现存建筑重建于明洪武四年（1371年）。大成殿和戟门保留有元代建筑风格。1984年韩城市博物馆设此后开放。

## 建筑
韩城文庙总占地面积11000平方米，建筑布局坐北朝南、“前庙后学”，共有四进院落，二十二座建筑。主要建筑有檽星门、戟门、大成殿、明伦堂和尊经阁。
- 木牌坊：门前东西两座，分别题字“德配天地”、“道冠古今”。
- 五龙琉璃照壁。
- 檽星门：悬山顶，琉璃筒瓦，斗拱为九铺作，五下昂。
- 戟门：悬山顶，琉璃筒瓦，有脊吻。斗拱为四铺作单昂。
- 大成殿：歇山顶，面阔五间，进深四间，元代风格。琉璃筒瓦，有正脊鸱吻。斗拱六铺作双下昂。殿内悬匾“万世师表”，为康熙帝亲书。
- 明伦堂：硬山顶，琉璃筒瓦，脊有鸱吻。斗拱五铺作。堂内悬匾“师道尊严”。
- 尊经阁建于高台上，重檐歇山顶，琉璃筒瓦，斗拱五铺作。

## 保护
1957年5月31日被韩城县人民政府公布为县级重点文物保护单位。2001年6月25日，韩城城隍庙由中华人民共和国国务院公布为第五批全国重点文物保护单位，编号5-425。

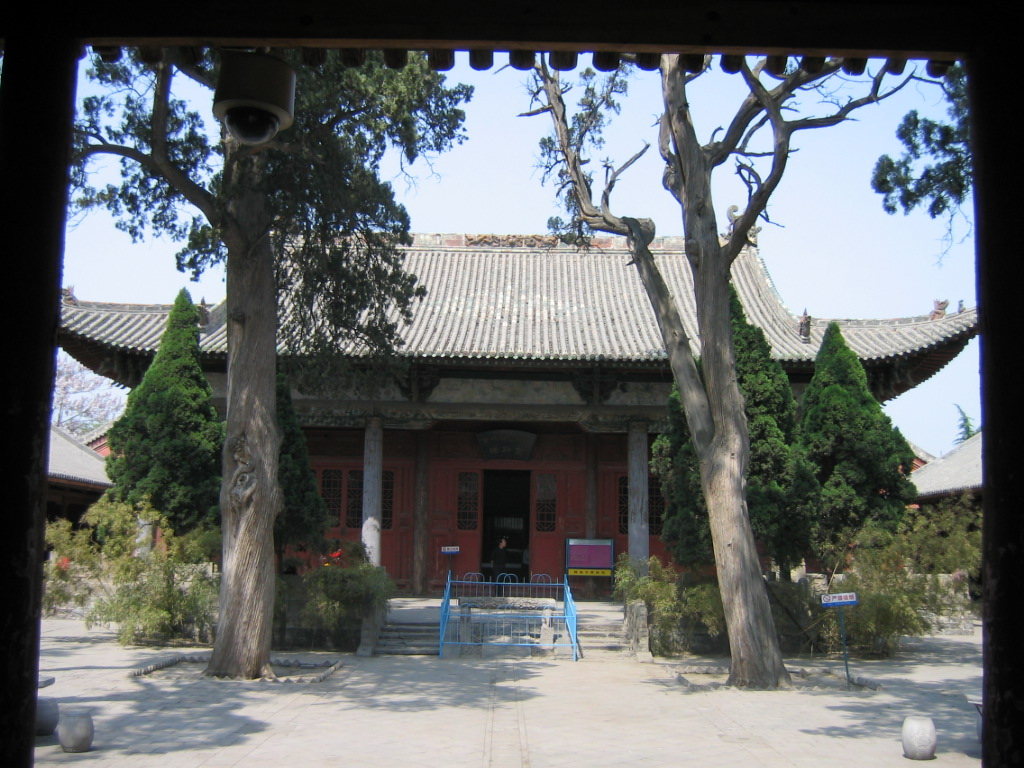
大成殿
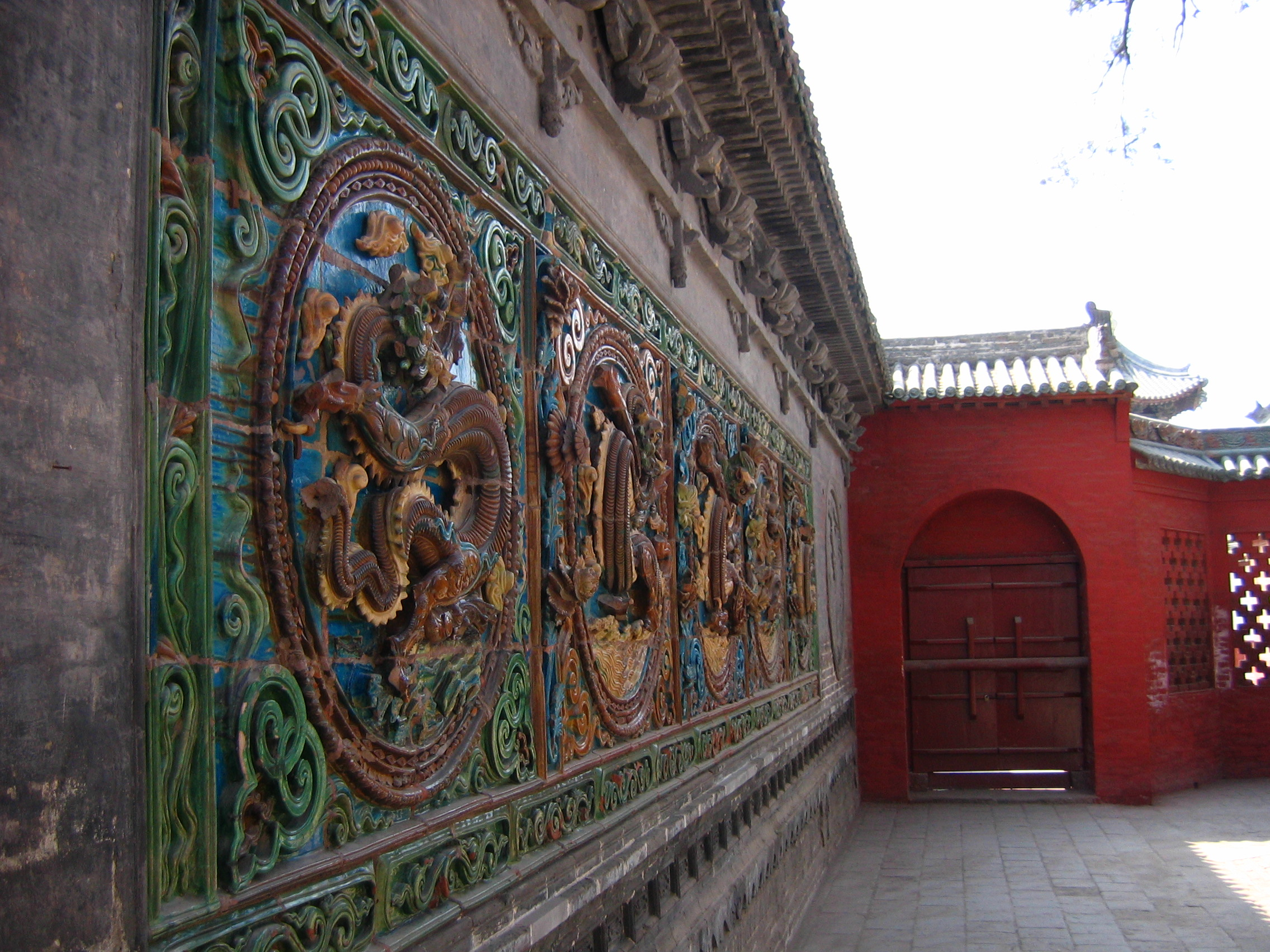
五龙照壁